# Demba Traoré
Demba Traoré (Markala, 29 agosto 1972) è un politico e avvocato maliano, Segretario del Partito Radicale Nonviolento Transnazionale e Transpartito (NRPTT) dal 2011 al 2016.
È altresì membro del Consiglio Direttivo dell'ONG Nessuno tocchi Caino, soggetto costituente il Partito Radicale.

## Biografia
Traoré è iscritto al Partito Radicale dal 2003. È stato eletto Segretario l'11 dicembre 2011, a Roma, dal 39º Congresso del Partito – al quale hanno partecipato iscritti e personalità provenienti da 45 Stati del mondo e, fra gli altri, Bernard Kouchner, Joschka Fischer (già ministri degli Affari esteri di Francia e Germania rispettivamente) e, per un saluto ai congressisti, Giulio Terzi di Sant'Agata, all'epoca ministro degli Affari esteri dell'Italia.
Traoré è avvocato dal 1995 ed è stato deputato all'Assemblea Nazionale del Mali dal 2002 al 2007. È stato Presidente della Commissione Parlamentare delle Leggi Costituzionali, della Legislazione, delle Istituzioni della Repubblica e della Giustizia; è stato altresì giudice della Alta Corte di Giustizia del Mali.
Nel febbraio 2003 ha partecipato ad una visita di scambio e di lavoro nel Regno Unito su invito del governo britannico, con delle sessioni di lavoro alla Camera dei Comuni, a Westminster, al DID e presso la sedi dell'Alleanza Internazionale Save the Children, di Islamic Relief Worldwide e di Christian Aid.
Nel maggio 2003 è divenuto membro della Commissione degli Affari Parlamentari dell'Assemblea parlamentare della francofonia. In particolare ha partecipato nell'aprile 2004 alla riunione della suddetta Commissione tenutasi a Vientian (Laos), nel luglio 2004 alla 30ª Assemblea Generale a Charlottetown (Canada) e alla 32ª Assemblea Generale a Rabat (Marocco).
Traoré è impegnato a livello transnazionale principalmente sui temi la lotta alla pena di morte, alle mutilazioni genitali femminili e per la giustizia internazionale. Nel dicembre 2003 ha partecipato a un colloquio internazionale sulla Corte penale internazionale a Ouagadougou (Burkina Faso), ed ha altresì promosso e organizzato una visita di deputati del Partito Radicale, Marco Pannella e Elisabetta Zamparutti a Bamako, nel quadro dell'iniziativa per l'abolizione ufficiale della pena capitale in Mali.
Nel settembre/ottobre 2006 ha effettuato una visita ufficiale negli Stati Uniti su invito del Dipartimento di Stato, con delle sessioni di lavoro al Campidoglio e con Senatori e Rappresentanti statunitensi, sessioni di lavoro alla Corte Suprema e visite di lavoro in alcuni Stati quali il Wisconsin, la Carolina del Sud e l'Oregon.
Nel 2008, durante un incontro internazionale tenutosi a Bruxelles dall'11 al 13 dicembre, è stato eletto membro del Consiglio Direttivo dell'ONG Nessuno tocchi Caino – soggetto costituente il Partito Radicale che si batte per la moratoria universale della pena di morte, in vista dell'abolizione totale della stessa.
È attualmente incaricato delle relazioni con la pubblica amministrazione dall'ufficio esecutivo del partito Unione per la Repubblica e la Democrazia (URD), per conto del quale nel 2009 è stato eletto consigliere comunale nel VI comune del distretto di Bamako.
Fra il 7 e l'8 marzo 2012 il Segretario Traoré è stato salutato e ricevuto, a Roma, dalle massime cariche istituzionali italiane. Il 7 marzo – nella Sala Zuccari di Palazzo Giustiniani, presso il Senato della Repubblica – ha incontrato il Presidente della Repubblica Giorgio Napolitano e il Presidente del Senato Renato Schifani, accompagnato dalla Vice-Presidente del Senato Emma Bonino e dall'On. Marco Perduca, senatore Radicale. Nella mattina seguente Demba Traoré, Maurizio Turco (Tesoriere del Partito Radicale), Marco Pannella ed Emma Bonino sono stati ricevuti a Palazzo Montecitorio dal Presidente della Camera dei deputati Gianfranco Fini.
«È stato un incontro doveroso dal punto di vista istituzionale ma anche molto gradito», ha dichiarato dopo l'incontro il Presidente Fini, «ed è rilevante che ci sia una forte attenzione per i diritti civili, da parte del Partito Radicale, non solo in campo nazionale ed europeo, ma anche a livello internazionale».
Demba Traoré è appassionato di sport (calcio, pallamano, pallacanestro, kung fu). Il 4 febbraio 2012, nel circolo di Bougoni nel villaggio di Bougoula, ha sponsorizzato la Coppa URD in quanto membro della direzione del partito. Dal 2005 è primo vicepresidente della Federazione Maliana di Kung Fu.
Traoré è musulmano. È sposato e ha quattro figli.